# Jeu des 5 animaux
Le jeu des 5 animaux (chinois simplifié : 五禽戏 ; chinois traditionnel : 五禽戲 ; pinyin : wǔqín xì, appelé à l'origine, chinois simplifié : 五禽之戏 ; chinois traditionnel : 五禽之戲 ; pinyin : wǔqín zhī xì, formulation du chinois classique) est un art martial d'animal. Il contient 10 gestes d'imitation (2 par animal),.

## Origine
Aux environs des années 110 à 207 (dynastie Han) vécut le médecin chinois Hua Tuo (华佗 / 華佗, huá tuó), qui élabora Le jeu des 5 animaux depuis les imitations déjà existantes : « L'ours qui se suspend » et « l'oiseau qui s'étire ». C'est pourquoi ce jeu est aussi nommé « Jeu des cinq animaux de Hua Tuo ». Wu Pu pratiquait ces méthodes, et à plus de 90 ans il avait encore « l'ouïe fine, les yeux perçants, les dents solides, et il mangeait comme à la force de l'âge ».
« Le corps humain a besoin de travailler mais il ne faut pas l'épuiser. Si on le secoue, le souffle des céréales se dissout, le sang circule bien, les cent maladies n’apparaissent pas ; comme le gond d’une porte qui ne pourrit jamais. Dans le daoyin (daoyin = littéralement : Conduire et étirer), l’ours se suspend et le hibou regarde autour de lui, on étire et on fléchit la taille ; on bouge chaque articulation afin de faire reculer le vieillissement. J’ai une technique qui s’appelle le « Jeu des cinq animaux » ; le premier s’appelle le tigre, le deuxième le cerf, le troisième l'ours, le quatrième le singe, et le cinquième l’oiseau ; elle sert à chasser les maladies et elle est bénéfique pour les membres inférieurs. Lorsque le corps ne va pas bien, exécutez le jeu d’un animal jusqu’à sudation, enduisez vous de poudre, le corps devient léger et vous recouvrez l'appétit. »
— Hua Tuo dit à son disciple Wu Pu, livre des Han postérieurs, chapitre fangshu zhuan
Il ne faut pas confondre avec le Wu quan (en chinois 五拳精要, wǔ quán jīngyào, « essentiels de la boxe des cinq (éléments) ») abrégé en (五拳, wǔ quán), art martial bouddhiste originaire du Monastère Shaolin.

## Technique
L'exercice commence et finit par une régulation de l'énergie vitale (en chinois qi gong).
Les animaux utilisés et la façon de les imiter, a changé avec le temps, et plusieurs formes existent actuellement ; selon l'association pour le Qi gong de santé de Chine, dans l'ordre de pratique : Tigre, cerf, ours, singe, oiseau.